# Paweł Kuciński
Paweł Kuciński (ur. 15 marca 1973) – polski siatkarz grający na pozycji przyjmującego i libero.
Przez większość swojej kariery związany był z drużyną AZS Olsztyn, w barwach której kilkukrotnie z rzędu stawał na podium mistrzostw Polski. Najpierw w sezonach 2003/2004 i 2004/2005 został dwukrotnie wicemistrzem Polski, a w kolejnych trzech zdobył brązowe medale.
W sezonie 2008/2009 podpisał z drużyną AZS Zielona Góra kontrakt na rozegranie w jej barwach 10 spotkań.